# دوري محترفين تي تي 2007
دوري محترفين تي تي 2007 هو موسم من دوري محترفين تي تي. كان عدد الأندية المشاركة فيه 10، وفاز فيه سان جوان جابلوتي.